# Беїле-Оленешть
Беїле-Оленешть, Беїле-Оленешті (рум. Băile Olănești) — місто у повіті Вилча в Румунії. Адміністративно місту підпорядковані такі села (дані про населення за 2002 рік):
- Гургуята (23 особи)
- Кея (1113 осіб)
- Команка (33 особи)
- Лівадія (1820 осіб)
- Мосороаса (63 особи)
- Оленешть (1474 особи)
- П'єтрішу (27 осіб)
- Тіса (57 осіб)

Місто розташоване на відстані 169 км на північний захід від Бухареста, 15 км на північний захід від Римніку-Вилчі, 103 км на північ від Крайови, 117 км на південний захід від Брашова.

## Населення
За даними перепису населення 2002 року у місті проживали 4610 осіб.
Національний склад населення міста:
| Національність            | Кількість осіб | Відсоток |
| ------------------------- | -------------- | -------- |
| румуни                    | 4565           | 99,0%    |
| цигани                    | 36             | 0,8%     |
| угорці                    | 4              | 0,1%     |
| українці                  | 1              | < 0,1%   |
| німці                     | 1              | < 0,1%   |
| не вказали національність | 3              | 0,1%     |

Рідною мовою назвали:
| Мова      | Кількість осіб | Відсоток |
| --------- | -------------- | -------- |
| румунська | 4564           | 99,0%    |
| циганська | 34             | 0,7%     |
| німецька  | 7              | 0,2%     |
| угорська  | 5              | 0,1%     |

Склад населення міста за віросповіданням:
| Релігія        | Кількість осіб | Відсоток |
| -------------- | -------------- | -------- |
| православні    | 4578           | 99,3%    |
| баптисти       | 17             | 0,4%     |
| римо-католики  | 6              | 0,1%     |
| адвентисти     | 4              | 0,1%     |
| реформати      | 3              | 0,1%     |
| греко-католики | 2              | < 0,1%   |

## Зовнішні посилання
- Дані про місто Беїле-Оленешть на сайті Ghidul Primăriilor [Архівовано 19 січня 2013 у Wayback Machine.]